# Królestwo (album Huntera)
Królestwo – piąty album studyjny polskiej grupy muzycznej Hunter. Wydawnictwo ukazało się 6 listopada 2012 roku nakładem wytwórni muzycznej Tune Project w dystrybucji Mystic Production. Nagrania zostały wyprodukowane przez Andrzeja "Aka" Karpia oraz lidera Huntera Pawła "Draka" Grzegorczyka. Miksowanie i mastering wykonał Jacek Miłaszewski. 
Nagrania dotarły do 4. miejsca zestawienia OLiS i uzyskały status złotej płyty. W ramach promocji płyty zostały zrealizowane teledyski do utworów "Trumian Show" i "PSI", które wyreżyserował Mateusz Winkiel. Pierwsza piosenka dotarła do 1. miejsc Listy Przebojów Polskiego Radia Olsztyn i Listy Turbo Top Antyradia.

## Lista utworów
Opracowano na podstawie materiału źródłowego.
| Nr  | Tytuł utworu    | Słowa                | Muzyka                                 | Długość |
| --- | --------------- | -------------------- | -------------------------------------- | ------- |
| 1.  | „Intro”         | utwór instrumentalny | Paweł Grzegorczyk                      | 00:57   |
| 2.  | „Rzeźnia nr 6”  | Paweł Grzegorczyk    | Paweł Grzegorczyk                      | 04:54   |
| 3.  | „Dwie siekiery” | Paweł Grzegorczyk    | Paweł Grzegorczyk                      | 04:30   |
| 4.  | „Trumian Show”  | Paweł Grzegorczyk    | Paweł Grzegorczyk                      | 04:01   |
| 5.  | „Sztandar”      | Michał Jelonek       | Michał Jelonek                         | 02:53   |
| 6.  | „Samael”        | Paweł Grzegorczyk    | Paweł Grzegorczyk, Konrad Karchut      | 03:35   |
| 7.  | „Inni”          | Paweł Grzegorczyk    | Paweł Grzegorczyk                      | 04:27   |
| 8.  | „Kostian”       | Paweł Grzegorczyk    | Paweł Grzegorczyk, Piotr Kędzierzawski | 03:46   |
| 9.  | „PSI”           | Paweł Grzegorczyk    | Paweł Grzegorczyk, Piotr Kędzierzawski | 03:17   |
| 10. | „RnЯ”           | Paweł Grzegorczyk    | Paweł Grzegorczyk, Piotr Kędzierzawski | 02:43   |
| 11. | „O wolności”    | Paweł Grzegorczyk    | Paweł Grzegorczyk                      | 03:33   |
|     |                 |                      |                                        | 38:36   |

## Twórcy
Opracowano na podstawie materiału źródłowego.

- Paweł "Drak" Grzegorczyk - wokal prowadzący, wokal wspierający, gitara, produkcja muzyczna, oprawa graficzna
- Piotr "Pit" Kędzierzawski - gitara, wokal wspierający, oprawa graficzna
- Michał "Jelonek" Jelonek - skrzypce, wokal wspierający
- Konrad "Simon" Karchut - gitara basowa
- Dariusz "Daray" Brzozowski - perkusja
- Arkadiusz "Letki" Letkiewicz - instrumenty perkusyjne, perkusja (11)
- Andrzej "Aka" Karp - produkcja muzyczna
- Jacek Miłaszewski - miksowanie, mastering